# Manuel Pereira da Silva
Manuel Pereira da Silva (Avintes, Vila Nova de Gaia, 7 de dezembro de 1920 — Vila Nova de Gaia, 2003) foi um escultor português. A obra de Manuel Pereira da Silva tem uma orientação formal abstrata inspirada na figura humana, em particular o homem e a mulher. Em 2000, foi-lhe atribuída a Medalha de Mérito Cultural pela Câmara Municipal de Vila Nova de Gaia.

## Biografia

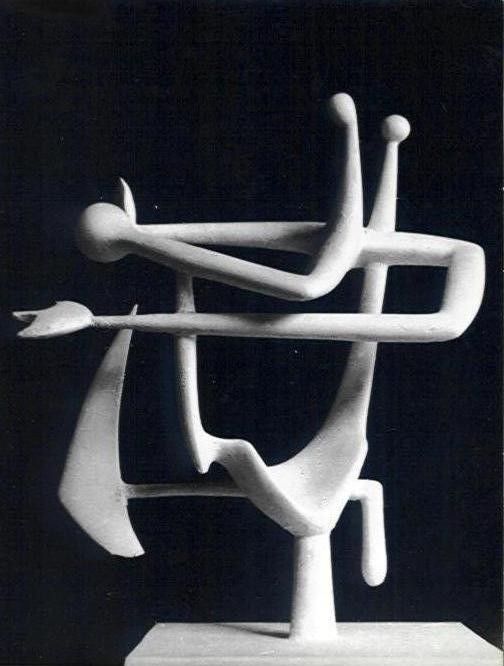
Dance

Em 1939,  ingressa na Escola Superior de Belas-Artes do Porto. Em 1943, termina o curso com a classificação final de 18 valores. A tese de final do curso foi sobre Nuno Álvares Pereira, um dos cavaleiros portugueses mais conhecidos. Durante o curso foi distinguido com os prémios António Teixeira Lopes  e António Soares dos Reis.
Entre 1947 e 1948, estudou em Paris, na École des Beaux-Arts. Foi professor do ensino secundário entre 1949 e 1991.
Na obra do escultor Manuel Pereira da Silva reconhecem-se duas orientações, distintas nos respectivos propósitos estéticos: as peças concebidas em conformidade com a tradição académica do século XIX europeu, em geral respondendo a encomendas, e aquelas que, conservando de uma forma essencial a figura humana como referente, se afastam da sua representação naturalista, antes obedecendo a critérios formais de sentido abstrat, exercitando uma das vias pelas quais o modernismo acedeu à abstracção pura, entendida esta como a criação de formas nas quais não se evidencia, ou não existe de facto, referente figurativo.
As primeiras esculturas modernistas de Manuel Pereira da Silva surgiram nos anos pioneiros do abstraccionismo escultórico em Portugal, reconhecidamente protagonizado, a partir do final dos anos 1940, no Porto, por Arlindo Rocha, Fernando Fernandes (escultor) e ainda, alguns anos depois, por Aureliano Lima, a partir da sua mudança de residência para esta cidade. Estes factos conferem, à produção abstracta de Manuel Pereira da Silva, realizada, até com óbvia analogia estilística, no mesmo período e em situação de convívio com os referidos escultores, inquestionável enquadramento geracional, que importa reconhecer.
Faleceu por volta de 2003, entre 82 e 83 anos de idade.

## Memórias

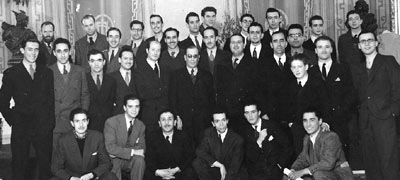
Os Independentes

"…Chateia-me estar sempre a fazer o mesmo, por isso, fui sempre procurando novas linguagens, novas para mim, pelo menos.
Passei a vida a desenhar, mais do que a fazer escultura, desenhei, desenhei, desenhei.
Quando era professor, a minha vida era de casa para as aulas e das aulas para o atelier, onde normalmente trabalhava quatro a cinco horas por dia, pelo menos." - Manuel Pereira da Silva
Foi um dos membros do Grupo portuense "Independentes" (anos 1940).
Alguns dos colegas de Manuel Pereira da Silva foram figuras que enriqueceram de forma substancial a Arte Portuguesa: Arlindo Rocha, Júlio Resende, Nadir Afonso, Eduardo Tavares, Fernando Fernandes (escultor), Aureliano Lima, Reis Teixeira, Fernando Lanhas, Jorge Vieira, António de Assunção Sampaio, Guilherme Camarinha, entre outros. Uma boa parte deles fizeram parte do "Grupo dos Independentes" que segundo o pintor Júlio Resende "Entre camaradas gerava-se um movimento de inconformismo face à passividade do burgo. Foi no sentido de contrariar esta situação que entre nós cresceu a ideia de formação do «Grupo dos Independentes». «Independentes» quanto aos posicionamentos estilísticos."

## Obras seleccionadas
- I Exposição dos Independentes, na Escola Superior de Belas-Artes do Porto (1943).
- II Exposição dos Independentes, no Ateneu Comercial do Porto (1944).
- III Exposição dos Independentes, no Coliseu do Porto (1945).
- Baixos-relevos em pedra da autoria do escultor Henrique Moreira, com quem colaborou, no Teatro Rivoli e no Coliseu do Porto (1945).
- Exposição da Vida e da Arte Portuguesas em Lourenço Marques, Moçambique (1946).
- Exposição de Arte Moderna nas Caldas da Rainha (1954).
- Escultura em bronze do general Ulysses S. Grant, 18.º presidente dos Estados Unidos entre 1868 e 1876. Este monumento foi encomendado pelo Governo Português a Pereira da Silva para Bissau (1955).
- Pinturas a fresco na Igreja de Santa Luzia, em Viana do Castelo (1956).
- Mural a fresco da "Branca de Neve" na Rua de Santa Catarina, no Porto (1957).
- Escultura em bronze "A Maternidade" na Praça do Marquês de Pombal, no Porto (1958).
- II Exposição de Arte Moderna de Viana do Castelo (1959).
- Baixo-relevo em cerâmica policromada em Luanda, capital de Angola (1960).
- Baixo-relevo em pedra de Ançã de "D. Pedro Pitões exortando os cruzados" no Palácio da Justiça, no Porto (1961).
- II Exposição de Artes Plásticas da Fundação Calouste Gulbenkian, em Lisboa (1962).
- Exposição retrospectiva de homenagem à obra de Pereira da Silva pela Associação Artistas de Gaia (1987).